# Robert Lindstedt
Robert Lindstedt (Sundbyberg, 19 de març de 1977) és un extennista professional suec.
Especialista en la modalitat de dobles, ha guanyat un total de 23 títols, destacant l'Open d'Austràlia 2014 de quatre finals de Grand Slam disputades, i va arribar al tercer lloc del rànquing mundial l'any 2013. En la modalitat de dobles mixts també ha disputat una final de Grand Slam. També ha representat al seu país en la Copa Davis en diverses eliminatòries.

## Biografia
Fill de Bibbi i Morgan Lindstedt, té dos germans anomenats Niclas i Annica, que també van ser tennistes en categories inferiors.
Va estudiar a les universitats estatunidenques Fresno State University i Pepperdine University, amb la qual va arribar a disputar la final de la NCAA l'any 1998 de dobles masculins.

## Torneigs de Grand Slam

### Dobles masculins: 4 (1−3)
| Resultat  | Núm. | Any  | Torneig          | Parella      | Oponents                         | Marcador         |
| --------- | ---- | ---- | ---------------- | ------------ | -------------------------------- | ---------------- |
| Finalista | 1.   | 2010 | Wimbledon        | Horia Tecău  | Jürgen Melzer Philipp Petzschner | 1−6, 5−7, 5−7    |
| Finalista | 2.   | 2011 | Wimbledon (2)    | Horia Tecău  | Bob Bryan Mike Bryan             | 3−6, 4−6, 6−7(2) |
| Finalista | 3.   | 2012 | Wimbledon (3)    | Horia Tecău  | Jonathan Marray Frederik Nielsen | 3−6, 4−6, 6−7(2) |
| Guanyador | 1.   | 2014 | Open d'Austràlia | Łukasz Kubot | Eric Butorac Raven Klaasen       | 6−3, 6−3         |

### Dobles mixts: 1 (0−1)
| Resultat  | Núm. | Any  | Torneig   | Parella          | Oponents                | Marcador |
| --------- | ---- | ---- | --------- | ---------------- | ----------------------- | -------- |
| Finalista | 1.   | 2019 | Wimbledon | Jeļena Ostapenko | Latisha Chan Ivan Dodig | 2−6, 3−6 |

## Palmarès

### Dobles masculins: 48 (23−25)
| Llegenda (pre/post 2009)                                 |
| -------------------------------------------------------- |
| Grand Slams (1−3)                                        |
| Tennis Masters Cup / ATP Finals (0−0)                    |
| ATP Masters Series / ATP World Tour Masters 1000 (1−1)   |
| ATP International Series Gold / ATP World Tour 500 (3−8) |
| ATP International Series / ATP World Tour 250 (18−13)    |

| Títols per superfície |
| --------------------- |
| Dura (13−12)          |
| Gespa (3−5)           |
| Terra batuda (7−7)    |
| Moqueta (0−1)         |

| Resultat  | Núm. | Data                   | Torneig                         | Superfície   | Parella              | Oponents                               | Marcador                      |
| --------- | ---- | ---------------------- | ------------------------------- | ------------ | -------------------- | -------------------------------------- | ----------------------------- |
| Finalista | 1.   | 26 de setembre de 2005 | Ciutat Ho Chi Minh, Vietnam     | Moqueta (i)  | Ashley Fisher        | Lars Burgsmüller Philipp Kohlschreiber | 6−5(3), 4−6, 2−6              |
| Finalista | 2.   | 6 de març de 2006      | Las Vegas, Estats Units         | Dura         | Jaroslav Levinský    | Bob Bryan Mike Bryan                   | 3−6, 2−6                      |
| Finalista | 3.   | 23 de juliol de 2006   | Stuttgart, Alemanya             | Terra batuda | Yves Allegro         | Gastón Gaudio Max Mirnyi               | 5−7, 7−6(4), [10−12]          |
| Guanyador | 1.   | 30 de setembre de 2007 | Mumbai, Índia                   | Dura         | Jarkko Nieminen      | Rohan Bopanna Aisam-ul-Haq Qureshi     | 7−6(3), 7−6(5)                |
| Guanyador | 2.   | 7 d'octubre de 2007    | Tòquio, Japó                    | Dura         | Jordan Kerr          | Frank Dancevic Stephen Huss            | 6−4, 6−4                      |
| Guanyador | 3.   | 17 d'agost de 2008     | Washington, Estats Units        | Dura         | Marc Gicquel         | Bruno Soares Kevin Ullyett             | 7−6(6), 6−3                   |
| Guanyador | 4.   | 17 de gener de 2009    | Auckland, Nova Zelanda          | Dura         | Martin Damm          | Scott Lipsky Leander Paes              | 7−5, 6−4                      |
| Guanyador | 5.   | 8 de febrer de 2009    | Zagreb, Croàcia                 | Dura (i)     | Martin Damm          | Christopher Kas Rogier Wassen          | 6−4, 6−3                      |
| Finalista | 4.   | 28 de febrer de 2009   | Dubai, Emirats Àrabs Units      | Dura         | Martin Damm          | Rik de Voest Dmitry Tursunov           | 6−4, 3−6, [5−10]              |
| Finalista | 5.   | 10 de maig de 2009     | Estoril, Portugal               | Terra batuda | Martin Damm          | Eric Butorac Scott Lipsky              | 3−6, 2−6                      |
| Finalista | 6.   | 19 de juliol de 2009   | Båstad, Suècia                  | Terra batuda | Robin Söderling      | Jaroslav Levinský Filip Polášek        | 6−1, 3−6, [7−10]              |
| Guanyador | 6.   | 9 d'agost de 2009      | Washington (2)                  | Dura         | Martin Damm          | Mariusz Fyrstenberg Marcin Matkowski   | 7−5, 7−6(3)                   |
| Finalista | 7.   | 21 de febrer de 2010   | Marsella, França                | Dura (i)     | Julian Knowle        | Julien Benneteau Michaël Llodra        | 4−6, 3−6                      |
| Guanyador | 7.   | 11 d'abril de 2010     | Casablanca, Marroc              | Terra batuda | Horia Tecău          | Rohan Bopanna Aisam-ul-Haq Qureshi     | 6−2, 3−6, [10−7]              |
| Guanyador | 8.   | 19 de juny de 2010     | 's-Hertogenbosch, Països Baixos | Gespa        | Horia Tecău          | Lukáš Dlouhý Leander Paes              | 1−6, 7−5, [10−7]              |
| Finalista | 8.   | 4 de juliol de 2010    | Wimbledon, Regne Unit           | Gespa        | Horia Tecău          | Jürgen Melzer Philipp Petzschner       | 1−6, 5−7, 5−7                 |
| Guanyador | 9.   | 11 de juliol de 2010   | Båstad                          | Terra batuda | Horia Tecău          | Andreas Seppi Simone Vagnozzi          | 6−4, 7−5                      |
| Guanyador | 10.  | 28 d'agost de 2010     | New Haven, Estats Units         | Dura         | Horia Tecău          | Rohan Bopanna Aisam-ul-Haq Qureshi     | 6−4, 7−5                      |
| Finalista | 9.   | 9 de gener de 2011     | Brisbane, Austràlia             | Dura         | Horia Tecău          | Lukáš Dlouhý Paul Hanley               | 4−6, retirada                 |
| Guanyador | 11.  | 10 d'abril de 2011     | Casablanca (2)                  | Terra batuda | Horia Tecău          | Colin Fleming Igor Zelenay             | 6−2, 6−1                      |
| Finalista | 10.  | 18 de juny de 2011     | 's-Hertogenbosch                | Gespa        | Horia Tecău          | Daniele Bracciali František Čermák     | 3−6, 6−2, [8−10]              |
| Finalista | 11.  | 3 de juliol de 2011    | Wimbledon (2)                   | Gespa        | Horia Tecău          | Bob Bryan Mike Bryan                   | 3−6, 4−6, 6−7(3)              |
| Guanyador | 12.  | 17 de juliol de 2011   | Båstad (2)                      | Terra batuda | Horia Tecău          | Simon Aspelin Andreas Siljeström       | 6−3, 6−3                      |
| Finalista | 12.  | 7 d'agost de 2011      | Washington                      | Dura         | Horia Tecău          | Michaël Llodra Nenad Zimonjić          | 7−6(7), 6−7(8), [7−10]        |
| Finalista | 13.  | 9 d'octubre de 2011    | Pequín, Xina                    | Dura         | Horia Tecău          | Michaël Llodra Nenad Zimonjić          | 6−7(2), 6−7(4)                |
| Finalista | 14.  | 19 de febrer de 2012   | Rotterdam, Països Baixos        | Dura (i)     | Horia Tecău          | Michaël Llodra Nenad Zimonjić          | 6−4, 5−7, [14−16]             |
| Guanyador | 13.  | 29 d'abril de 2012     | Bucarest, Romania               | Terra batuda | Horia Tecău          | Jérémy Chardy Łukasz Kubot             | 7−6(2), 6−3                   |
| Finalista | 15.  | 13 de maig de 2012     | Madrid, Espanya                 | Terra batuda | Horia Tecău          | Mariusz Fyrstenberg Marcin Matkowski   | 3−6, 4−6                      |
| Guanyador | 14.  | 23 de juny de 2012     | 's-Hertogenbosch (2)            | Gespa        | Horia Tecău          | Juan Sebastián Cabal Dmitry Tursunov   | 6−3, 7−6(1)                   |
| Finalista | 16.  | 8 de juliol de 2012    | Wimbledon (3)                   | Gespa        | Horia Tecău          | Jonathan Marray Frederik Nielsen       | 6−4, 4−6, 6−7(5), 7−6(5), 3−6 |
| Guanyador | 15.  | 15 de juliol de 2012   | Båstad (3)                      | Terra batuda | Horia Tecău          | Alexander Peya Bruno Soares            | 6−3, 7−6(5)                   |
| Guanyador | 16.  | 19 d'agost de 2012     | Cincinnati, Estats Units        | Dura         | Horia Tecău          | Mahesh Bhupathi Rohan Bopanna          | 6−4, 6−4                      |
| Finalista | 17.  | 21 d'octubre de 2012   | Estocolm, Suècia                | Dura (i)     | Nenad Zimonjić       | Marcelo Melo Bruno Soares              | 7−6(4), 5−7, [6−10]           |
| Guanyador | 17.  | 17 de febrer de 2013   | Rotterdam                       | Dura (i)     | Nenad Zimonjić       | Thiemo de Bakker Jesse Huta Galung     | 5−7, 6−3, [10−8]              |
| Finalista | 18.  | 3 de març de 2013      | Dubai (2)                       | Dura         | Nenad Zimonjić       | Mahesh Bhupathi Michaël Llodra         | 6−7(6), 6−7(6)                |
| Finalista | 19.  | 28 d'abril de 2013     | Barcelona, Espanya              | Terra batuda | Nenad Zimonjić       | Alexander Peya Bruno Soares            | 7−5, 6−7(7), [4−10]           |
| Finalista | 20.  | 20 d'octubre de 2013   | Estocolm (2)                    | Dura (i)     | Jonas Björkman       | Aisam-ul-Haq Qureshi Jean-Julien Rojer | 2−6, 2−6                      |
| Guanyador | 18.  | 26 de gener de 2014    | Open d'Austràlia, Austràlia     | Dura         | Łukasz Kubot         | Eric Butorac Raven Klaasen             | 6−3, 6−3                      |
| Finalista | 21.  | 3 de maig de 2015      | Istanbul, Turquia               | Terra batuda | Jürgen Melzer        | Radu Albot Dušan Lajović               | 4−6, 6−7(2)                   |
| Guanyador | 19.  | 29 d'agost de 2015     | Winston-Salem, Estats Units     | Dura         | Dominic Inglot       | Eric Butorac Scott Lipsky              | 6−2, 6−4                      |
| Guanyador | 20.  | 2 d'octubre de 2016    | Shenzhen, Xina                  | Dura         | Fabio Fognini        | Oliver Marach Fabrice Martin           | 7−6(4), 6−3                   |
| Finalista | 22.  | 30 d'octubre 2016      | Basilea, Suïssa                 | Dura (i)     | Michael Venus        | Marcel Granollers Jack Sock            | 3−6, 4−6                      |
| Guanyador | 21.  | 1 de juliol de 2017    | Antalya, Turquia                | Gespa        | Aisam-ul-Haq Qureshi | Oliver Marach Mate Pavić               | 7−5, 4−1, retirada            |
| Guanyador | 22.  | 6 de maig de 2018      | Istanbul                        | Terra batuda | Dominic Inglot       | Ben McLachlan Nicholas Monroe          | 3−6, 6−3, [10−8]              |
| Finalista | 23.  | 17 de juny de 2018     | Stuttgart (2)                   | Gespa        | Marcin Matkowski     | Philipp Petzschner Tim Pütz            | 6−7(5), 3−6                   |
| Finalista | 24.  | 30 de setembre de 2018 | Shenzhen                        | Dura         | Rajeev Ram           | Ben McLachlan Joe Salisbury            | 6−7(5), 6−7(4)                |
| Finalista | 25.  | 25 de maig de 2019     | Ginebra, Suïssa                 | Terra batuda | Matthew Ebden        | Oliver Marach Mate Pavić               | 4−6, 4−6                      |
| Guanyador | 23.  | 22 de setembre de 2019 | Metz, França                    | Dura (i)     | Jan-Lennard Struff   | Nicolas Mahut Édouard Roger-Vasselin   | 2−6, 7−6(1), [10−4]           |

### Dobles mixts: 1 (0−1)
| Resultat  | Núm. | Data                 | Torneig               | Superfície | Parella          | Oponents                | Marcador |
| --------- | ---- | -------------------- | --------------------- | ---------- | ---------------- | ----------------------- | -------- |
| Finalista | 1.   | 14 de juliol de 2019 | Wimbledon, Regne Unit | Gespa      | Jeļena Ostapenko | Latisha Chan Ivan Dodig | 2−6, 3−6 |

## Trajectòria

### Dobles masculins
| Open d'Austràlia | A   | A           | 2R          | 1R          | 2R    | 2R          | 1R          | 1R          | SF    | 2R          | G           | 2R          | 3R    | 2R          | 2R          | 1R          | 1R          | 1 / 15    | 19 – 14   |
| Roland Garros | A   | 1R          | 1R          | A           | 2R    | 1R          | 1R          | QF          | 2R    | 2R          | QF          | 2R          | A     | 3R          | 1R          | 1R          | 2R          | 0 / 14    | 12 – 14   |
| Wimbledon | 2R  | 2R          | 1R          | 2R          | QF    | 3R          | F           | F           | F     | QF          | 2R          | 2R          | 3R    | 3R          | QF          | 2R          | NC          | 0 / 16    | 35 – 13   |
| US Open | 1R  | 2R          | 2R          | 2R          | QF    | 3R          | 3R          | QF          | 3R    | 2R          | 2R          | SF          | QF    | 3R          | 1R          | 1R          | A           | 0 / 16    | 26 – 16   |
| Jocs Olímpics | A   | No celebrat | No celebrat | No celebrat | A     | No celebrat | No celebrat | No celebrat | 2R    | No celebrat | No celebrat | No celebrat | A     | No celebrat | No celebrat | No celebrat | No celebrat | 0 / 1     | 1 − 1     |
| ATP World Tour Finals | A   | A           | A           | A           | A     | A           | A           | RR          | RR    | A           | SF          | A           | A     | A           | A           | A           | A           | 0 / 3     | 5 − 5     |
| Total Victòries−Derrotes                                                                                                   | 4−7 | 10−13       | 19−27       | 22−22       | 29−27 | 38−28       | 36−29       | 42−25       | 50−23 | 32−26       | 28−25       | 36−26       | 28−26 | 15−18       | 27−17       | 17−22       | 4−9         | 441 – 375 | 441 – 375 |
| Rànquing a final d'any | 96  | 62          | 42          | 39          | 26    | 27          | 21          | 16          | 8     | 19          | 13          | 26          | 39    | 72          | 46          | 70          | 87          |           |           |
| Llegenda: G: Guanyador; F: Finalista; SF: Semifinalista; QF: Quarts de final; Q: Qualificació; A: Absent; RR: Round Robin; |     |             |             |             |       |             |             |             |       |             |             |             |       |             |             |             |             |           |           |

### Dobles mixts
| Open d'Austràlia | A  | A  | A  | A           | A           | A           | A  | A           | 1R          | 2R          | 2R | 2R          | A           | 2R          | A           | 0 / 5 | 4 – 5  |
| Roland Garros | A  | A  | A  | A           | A           | 1R          | A  | 1R          | A           | QF          | A  | A           | A           | A           | NC          | 0 / 3 | 2 – 3  |
| Wimbledon | 1R | A  | 1R | 3R          | 2R          | A           | 1R | A           | A           | SF          | 2R | A           | 1R          | F           | NC          | 0 / 9 | 13 – 9 |
| US Open | A  | A  | QF | QF          | 2R          | A           | 1R | 2R          | A           | 1R          | 1R | 1R          | A           | A           | NC          | 0 / 8 | 6 – 8  |
| Jocs Olímpics | NC | NC | A  | No celebrat | No celebrat | No celebrat | 1R | No celebrat | No celebrat | No celebrat | A  | No celebrat | No celebrat | No celebrat | No celebrat | 0 / 1 | 0 − 1  |
| Llegenda: G: Guanyador; F: Finalista; SF: Semifinalista; QF: Quarts de final; Q: Qualificació; A: Absent; RR: Round Robin; |    |    |    |             |             |             |    |             |             |             |    |             |             |             |             |       |        |